# Honda CBX 750
Die CBX 750 (RC 17 und RC 18) ist ein Motorrad, das von 1984 bis 1989 vom japanischen Hersteller Honda gebaut wurde.

## Geschichte
Die CBX 750 war Nachfolger der Honda CB 750 F (RC 04) und CB 750 K mit DOHC-Motor und wurde in den Varianten E, F und G gefertigt. In Deutschland wurde nur die CBX 750 F angeboten. Hauptabsatzgebiete waren Europa, Südafrika und Australien.

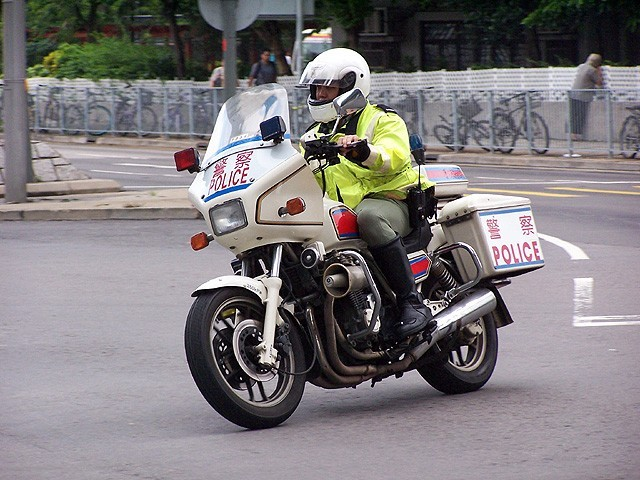
Eine Honda CBX 750 (RC 18) im Einsatz bei der Polizei von Hongkong (2006)

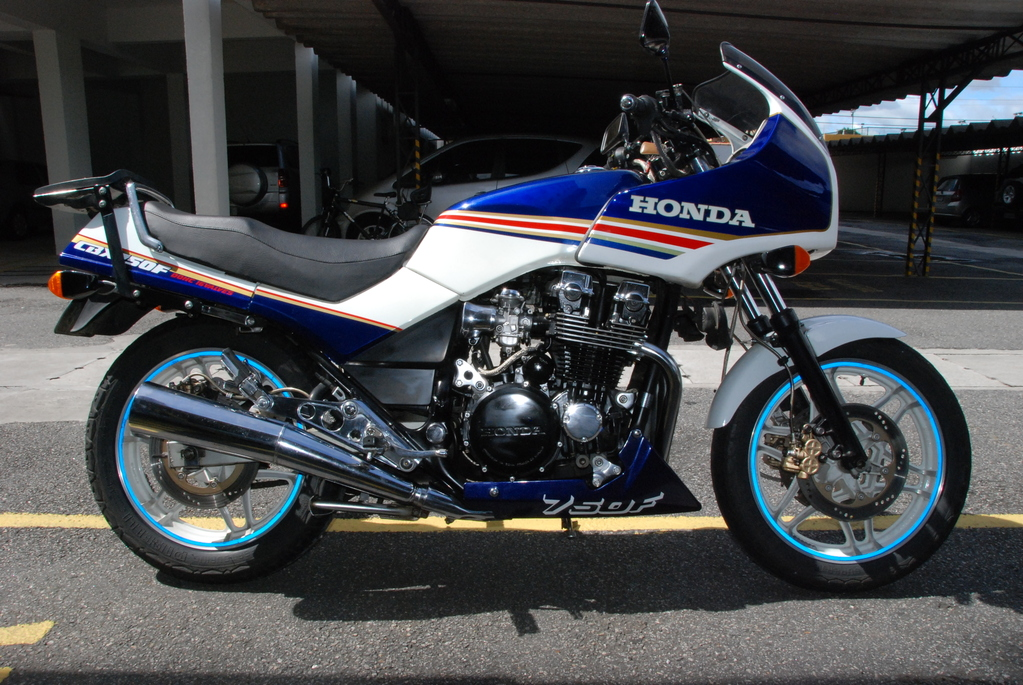
CBX 750 außereuropäische Version

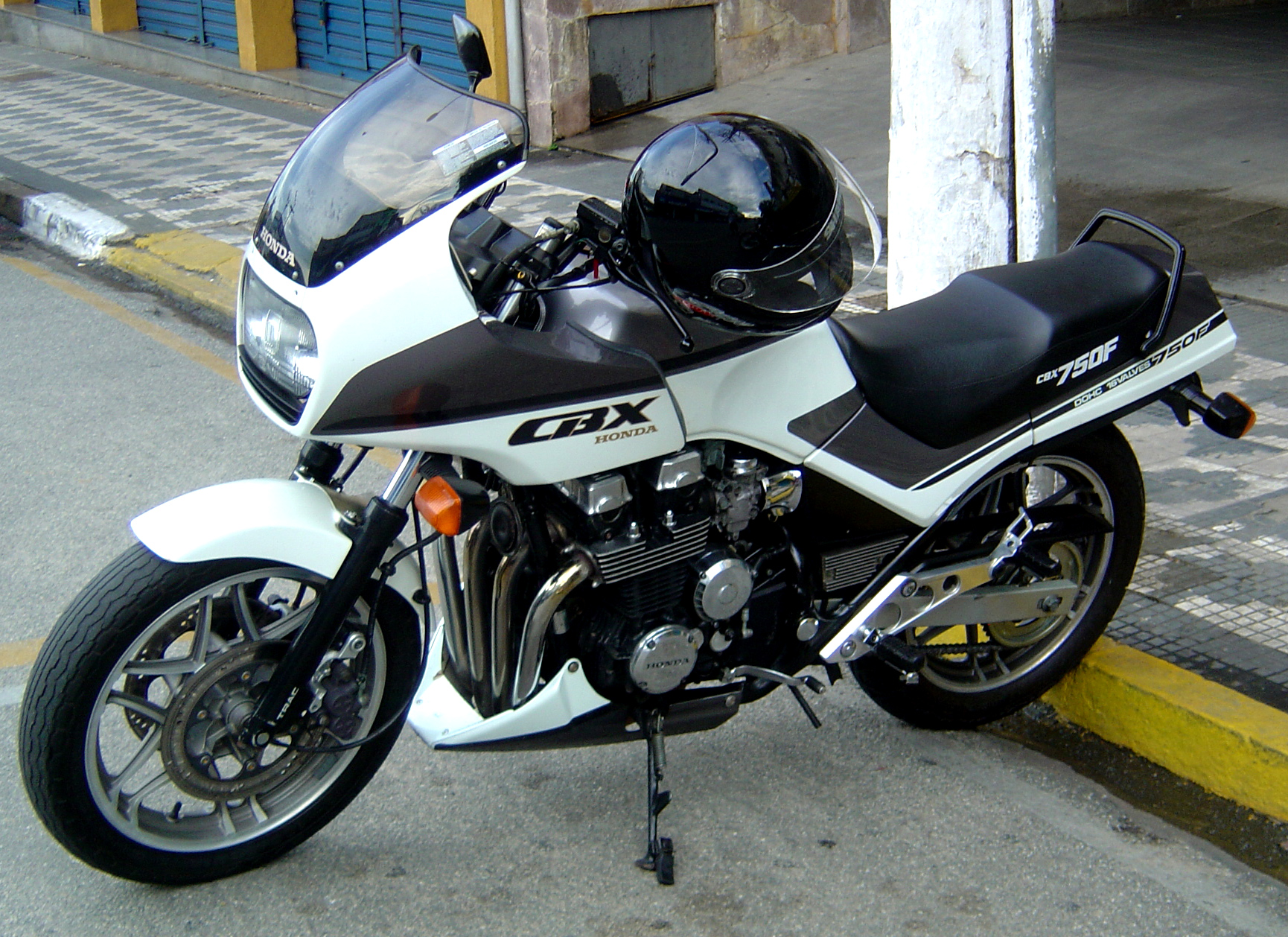
CBX 750, außereuropäische Version mit Guß- statt ComStar-Felgen und Scheinwerfer wie Honda VF 1000 F II Bold'or

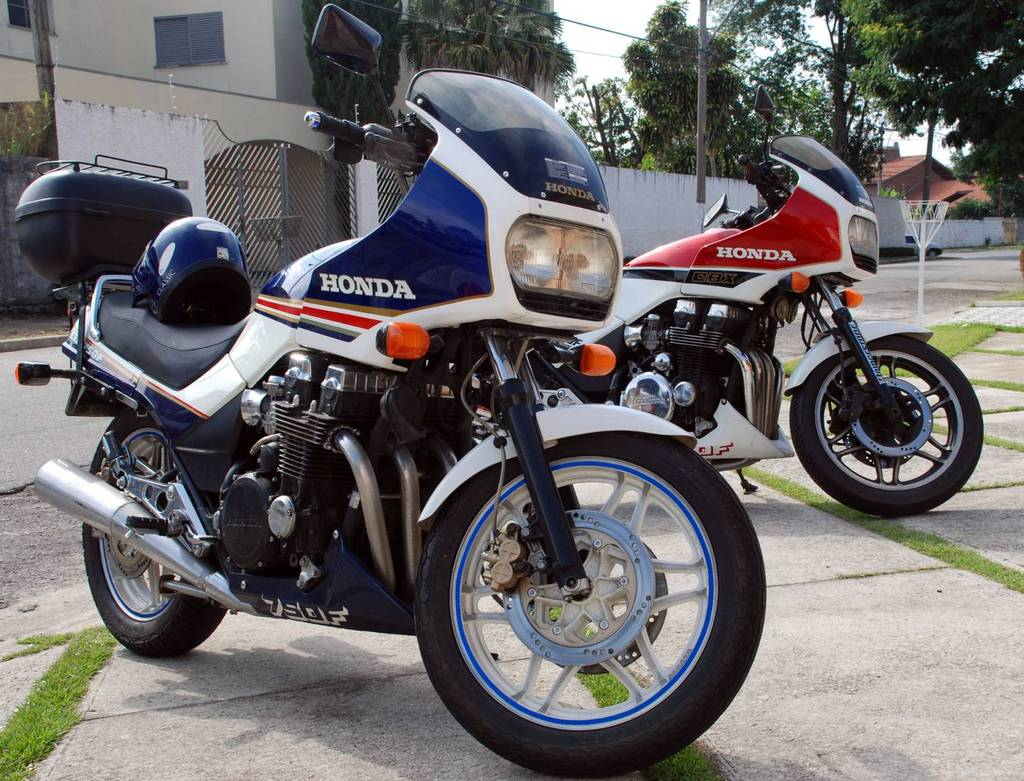
CBX 750, außereuropäische Version, Rothmans-Design vorn

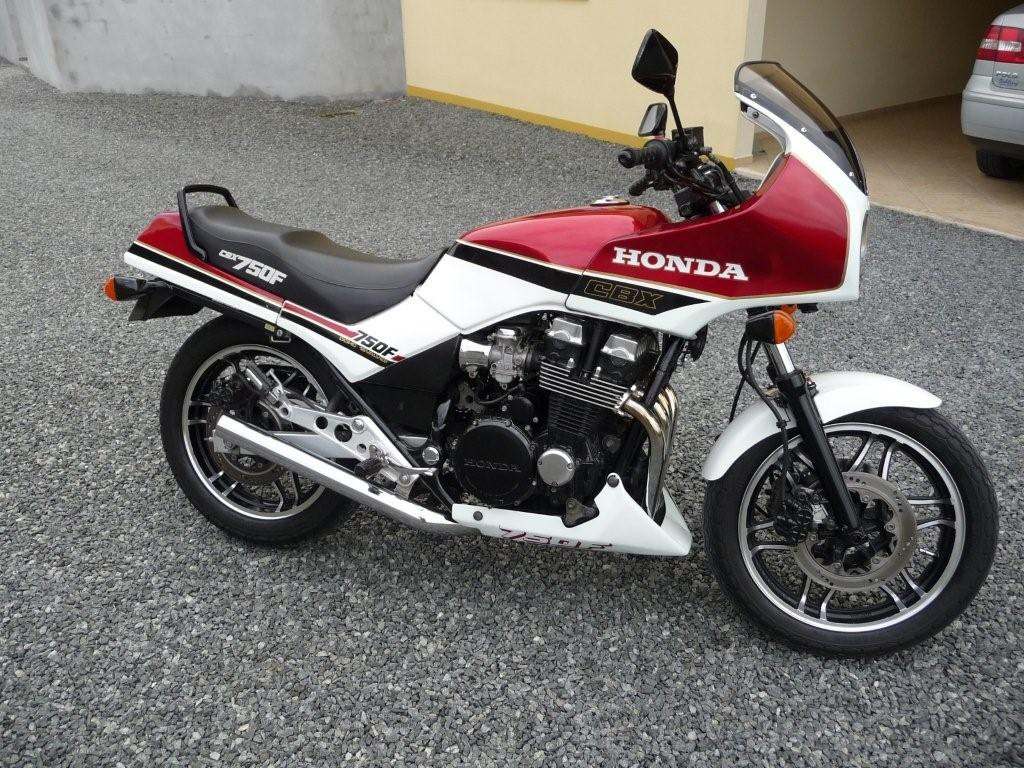
CBX 750, außereuropäische Version, rot-weiss

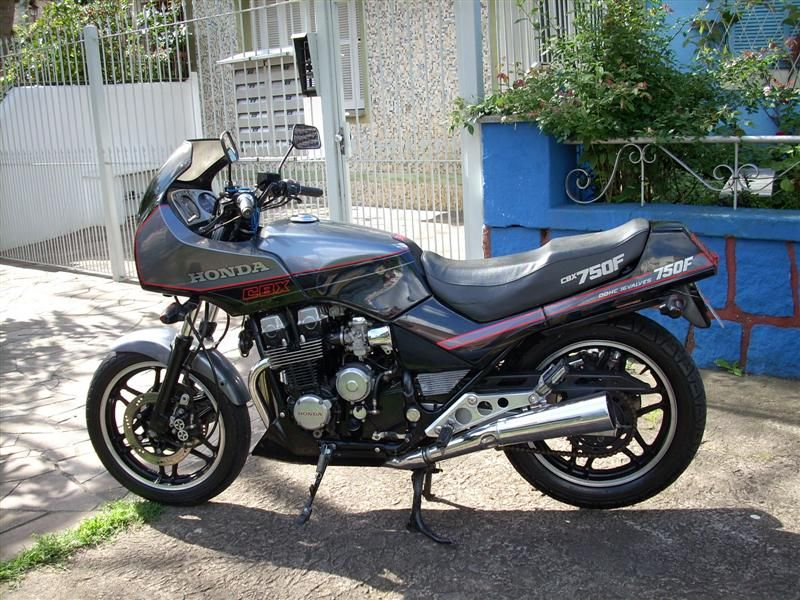
CBX 750, außereuropäische Version, Bj. 1988, Sondermodell "Magia Negra"

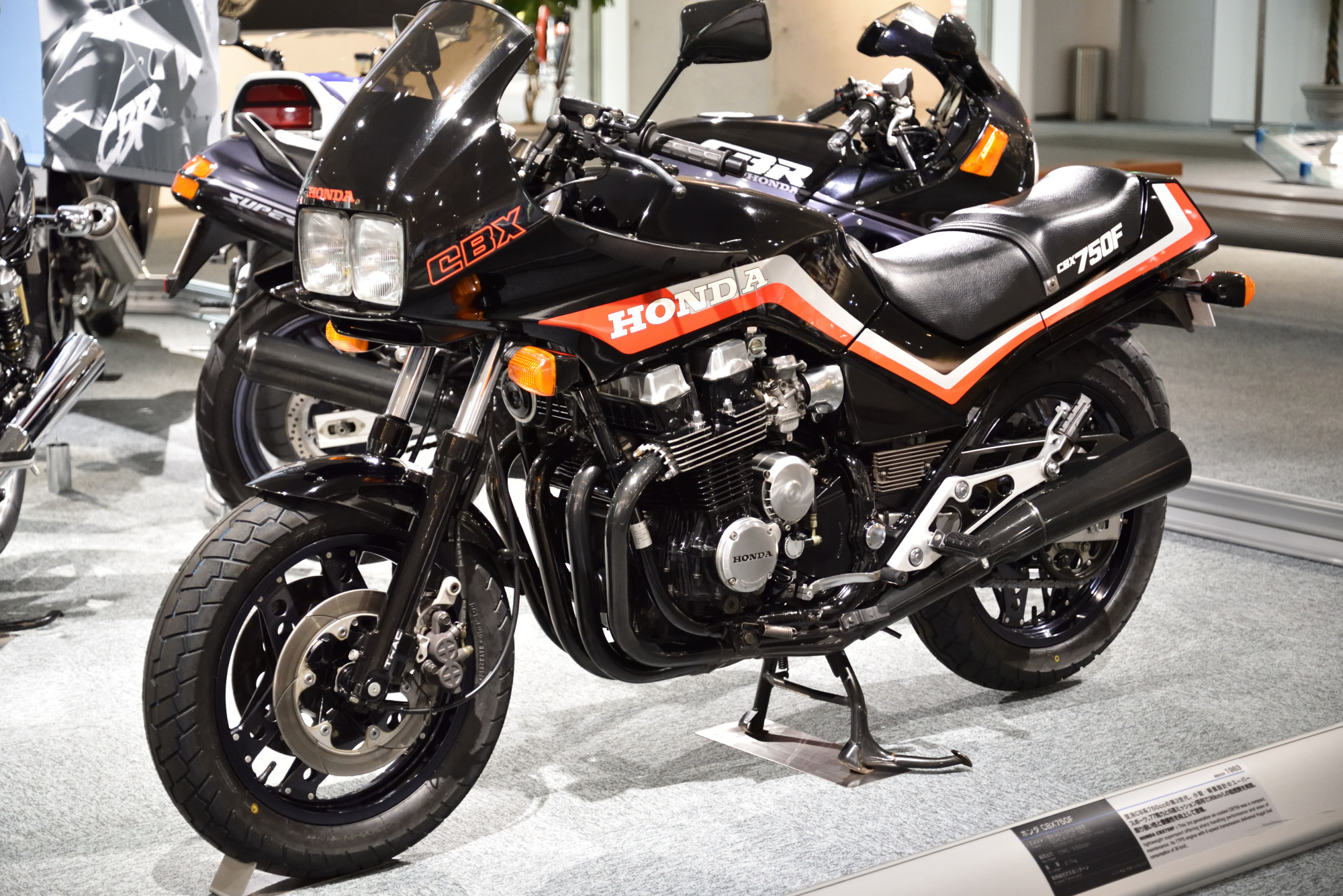
Honda CBX 750 F, Modelljahr 1988, schwarz

Malaysia, Singapur und Hongkong nutzten eine geänderte Version des Motorrades mit der internen Bezeichnung Honda CBX 750 P (RC 18) auch im Polizeieinsatz. Dieser Typ war mit einem größeren Ölkühler, einem Koffersystem, einem Kardanantrieb, einsitziger Sitzbank und der örtlichen Polizeiausrüstung ausgerüstet. Sie basierte auf der CBX 650 E, da diese mit dem alltagstauglicheren Kardanantrieb ausgerüstet war. Es wurde lediglich der leistungsstärkere Motor der CBX 750 eingesetzt.

## Technische Daten (CBX 750 F)

### Motor
Der Motor, ein luftgekühlter Vierzylinder-Reihenmotor mit 4-Takt-Otto-System hat zwei obenliegende Nockenwellen (DOHC) und 16 Ventile mit hydraulischem Ventilspielausgleich. Das Kraftstoff-Luftgemisch wird mittels Keihin-Gleichdruckvergaser aufbereitet. 10.000 min−1 werden als Höchstdrehzahl empfohlen, bei 11.000 min−1 setzt der Drehzahlbegrenzer ein. Die Motorschmierung arbeitet mit viereinhalb Liter Öl, das in einem über den Auspuffkrümmern angeordneten Ölkühler gekühlt wird, wobei ein Teil des Rahmens für den Ölkreislauf als Reservoir dient.

### Die Kraftübertragung
Die Kraftübertragung erfolgt über eine hydraulisch betätigte Mehrscheiben-Ölbadkupplung und ein 6-Gang-Getriebe auf das kettengetriebene Hinterrad.

### Das Fahrwerk
Der Rahmen des Motorrades ist ein Doppelschleifen-Rahmen, in dem eine luftgestützte Teleskopgabel mit einem Standrohrdurchmesser von 39 mm zur Abfederung des Vorderrades arbeitet. Die Teleskopgabel verfügt über ein Anti-Dive-System (TRAC), welches das Einfedern (Eintauchen) beim Bremsen vermindert. Der Federweg beträgt 150 mm. Die Federung des Hinterrades erfolgt über ein luftgestütztes Zentralfederbein mit Pro-link-Anlenkung. Hier beträgt der Federweg 115 mm.
Die Doppelscheibenbremse am Vorderrad hat einen Durchmesser von 280 mm Durchmesser und Schwimmsättel mit Doppelkolben. Die 280-mm-Hinterrad-Ein-Scheibenbremse ist ebenfalls als Schwimmsattelbremse mit Doppelkolben ausgeführt. Der Radstand des Motorrades beträgt 1465 mm. Der Vorderradreifen hat die Dimension 110/90-16 und der Hinterradreifen die Dimension 130/80-18. Das Leergewicht des Fahrzeuges beträgt 241 kg.

### Fahrleistungen
Das Kraftfahrzeug beschleunigt aus dem Stand auf 100 km/h in weniger als vier Sekunden, von Null bis 160 km/h in weniger als zehn Sekunden. Die vom Hersteller angegebene Höchstgeschwindigkeit beträgt 217 km/h.
Allgemeine Angaben: Das Volumen des Kraftstofftanks beträgt 22 l, davon sind vier Liter Reservevolumen. Der Verbrauch auf 100 km beträgt je nach Fahrweise zwischen 6,5 und 10,0 Liter Normalbenzin ROZ 91. Die theoretische Reichweite beträgt somit etwa 220 bis 330 Kilometer.